# Estación de San Leonardo
San Leonardo fue una estación de ferrocarril situada en el municipio español de San Leonardo de Yagüe, en la provincia de Soria, que formaba parte del histórico ferrocarril Santander-Mediterráneo. En la actualidad las antiguas instalaciones se encuentran preservadas.

## Situación ferroviaria
Las instalaciones se encontraban situadas en el punto kilométrico 153,633 de la línea férrea de ancho ibérico Santander-Mediterráneo, a 1047 metros de altitud sobre el nivel del mar.

## Historia
Las instalaciones entraron en servicio en enero de 1929 con la inauguración del tramo Cabezón de la Sierra-Soria. En sus orígenes, además del edificio de viajeros, la estación dispuso de un almacén y hasta cuatro vías de servicio. En 1941, con la nacionalización de los ferrocarriles de ancho ibérico, las instalaciones pasaron a manos de RENFE. La estación dejó de prestar servicio con la clausura al tráfico de la línea Santander-Mediterráneo en enero de 1985. 
En la actualidad el conjunto de la estación se conserva intacto.